# Georgenthal
Georgenthal är en kommun och ort i Landkreis Gotha i förbundslandet Thüringen i Tyskland.
De tidigare kommunerna Georgenthal, Hohenkirchen, Leinatal och Petriroda gick samma i Georgenthal 31 december 2019.
Kommunen ingår i förvaltningsområdet Georgenthal tillsammans med kommunerna Emleben och Herrenhof.